# Dácia Ripense
A Dácia Ripense (em latim: Dacia Ripensis) ou Dácia Parapotâmia (em grego clássico: Δακία Παραποτάμια, lit. "Dácia às margens [do Danúbio]) foi uma província romana (parte da Dácia Aureliana) criada pelo imperador Aureliano por volta de 283, ao sul do rio Danúbio, após ele retirar suas tropas da Dácia Trajana.

## História
Não se sabe ao certo se foi Aureliano ou o imperador Diocleciano que substituiu a Dácia Aureliana por duas províncias diferentes, porém em 285 já existiam duas – a Dácia Mediterrânea, com sua capital em Sérdica, e a Dácia Ripense, com sua capital em Raciária. Posteriormente, estas duas Dácias, juntamente com a Dardânia, a Mésia Inferior e a Prevalitana, vieram a formar a Diocese da Dácia.
Raciária foi instituída como capital da Dácia Ripense (até então era uma colônia fundada por Trajano, localizada no território da Mésia Superior) e servia tanto como sede do governador militar (ou duque) e como base militar da legião XIII Gemina.
De acordo com Prisco, a província da Dácia Ripense floresceu durante os séculos IV e V. Durante o início da década de 440, no entanto, os hunos capturaram a província (antes disso, havia ocorridos outros conflitos entre os romanos e os hunos, nos quais os últimos conquistaram Castro de Marte por meios ardilosos). Embora a província tenha se recuperado no breve período que se seguiu ao domínio huno, ela acabou por ser arrasada pelos ávaros em 586.
Uma descrição mais específica afirma que Aureliano teria desenvolvido a Dácia Ripense ao longo de uma faixa do Danúbio situada entre a Mésia Superior e a Mésia Inferior.

## Sedes episcopais
Entre as antigas sedes episcopais da província romana da Dácia Ripense listadas no Anuário Pontifício como sedes titulares estão:
- Águas na Dácia (Vidonac)
- Bonônia (Vidin)
- Castro de Marte (Cula)
- Esco

## Naturais da província
- O imperador romano Lúcio Domício Aureliano provavelmente nasceu na Dácia Ripense,[8] que à época ainda se chamava Mésia.
- O imperador romano Galério nasceu na Dácia Ripense.[9]
- Paládio de Raciária, teólogo cristão ariano do fim do século IV.